# Tir à la corde
 (janvier 2016).
Si vous disposez d'ouvrages ou d'articles de référence ou si vous connaissez des sites web de qualité traitant du thème abordé ici, merci de compléter l'article en donnant les références utiles à sa vérifiabilité et en les liant à la section « Notes et références ».
Le tir à la corde ou lutte à la corde ou souque à la corde est un sport qui oppose deux équipes dans une épreuve de force.

## Histoire

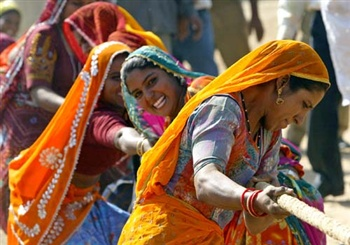
Tir à la corde traditionnel, à Pushkar au Rajasthan

Selon les « Notes de Feng Yan », un livre écrit à l'époque de la dynastie Tang, le tir à la corde, sous le nom de « Tir au crochet » (牵钩), était utilisé entre le VIIIe et le Ve siècle av. J.-C. à des fins d'entraînement militaire dans l'état de Chu. L'empereur Xuanzong de la dynastie Tang organisa de grands tirs à la corde, avec des cordes pouvant mesurer jusqu'à 167 mètres. Des cordes plus petites y étaient rattachées et il y avait plus de 500 participants dans chaque équipe. Chaque côté était encouragé par sa propre équipe de tambours[source insuffisante].
En Inde, des découvertes archéologiques font remonter la présence du jeu au XIIe siècle sur la côte est du sous-continent, sur ce qui est aujourd'hui l'état d'Odisha. Un bas-relief de l'aile ouest du célèbre temple du Soleil à Konark semble dépeindre une épreuve de tir à la corde. Le jeu tient encore une place traditionnelle dans de nombreuses régions d'Inde.

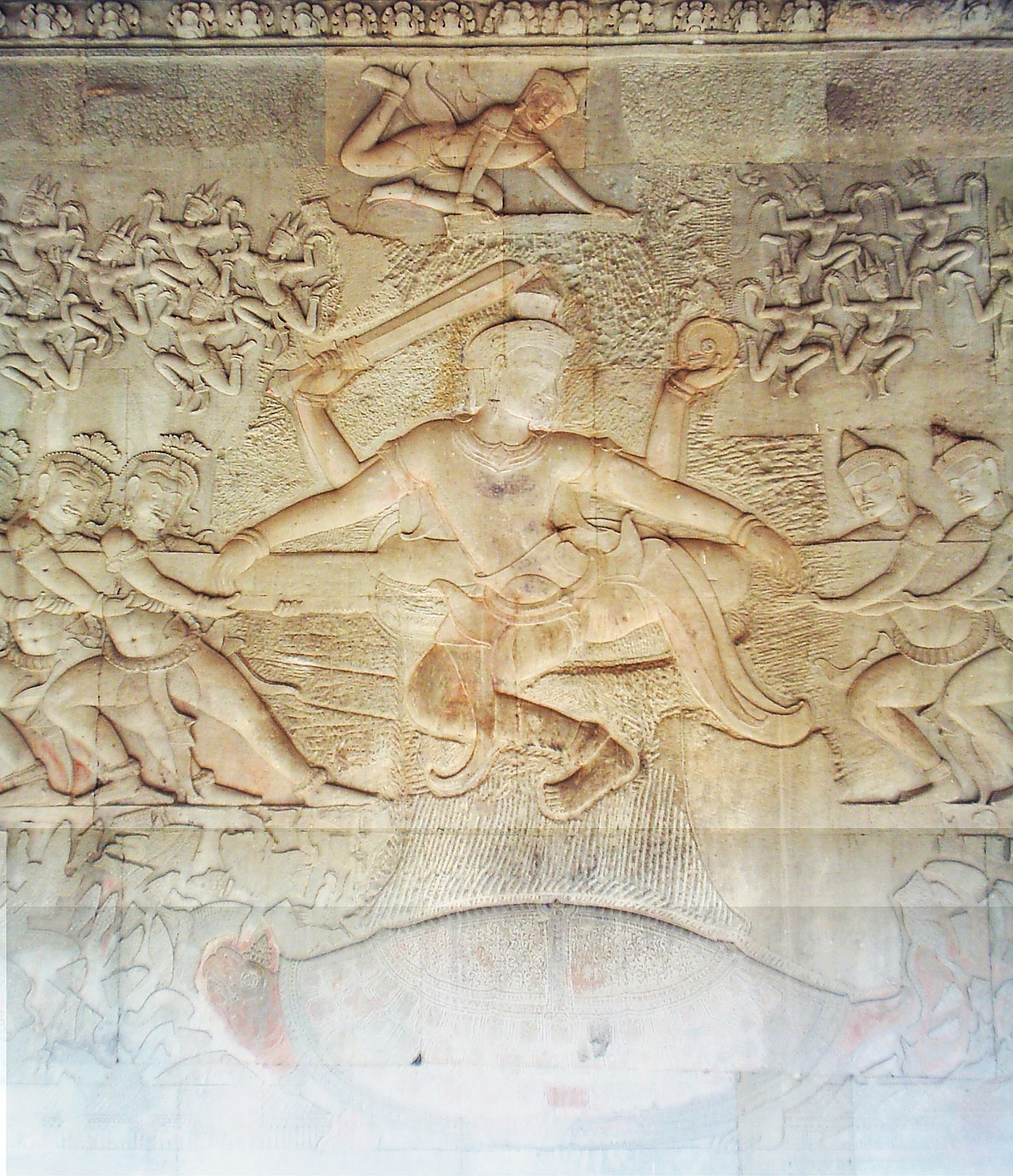
Tir à la corde entre asuras à gauche et devas à droite. Vishnu est au centre, au-dessus de sa tortue Kurma, Les Apsara et Indra sont en haut de la scène.

Au Cambodge le bas-relief de Samudra manthan, au sein du complexe d'Angkor Vat semble représenter un tir à la corde entre asuras et devas.
En Europe, le tir à la corde aurait été popularisé par le milieu naval au XIXe siècle.
Au Japon, des festivals de tirs à la corde traditionnels (大綱引き ōtsunahiki) sont organisés dans de nombreuses préfectures. Certains de ces évènements sont classés au patrimoine immatériel culturel japonais. Les cordes utilisées peuvent mesurer plusieurs centaines de mètres.
Depuis 1987, deux villes japonaises, Hamamatsu et Iida, en frontière des préfectures de Shizuoka et Nagano, s'affrontent annuellement dans un match de tir à la corde nommé la « bataille de la prise de la passe montagneuse » (峠の国盗り綱引き合戦). L'enjeu symbolique est la frontière officieuse entre les deux préfectures en ce lieu, qui avance à chaque fois d'un mètre dans le camp défait.
En Corée du Sud et au Japon, le tir à la corde (줄다리기 Juldarigi en coréen, 綱引き Tsunahiki en japonais), est un évènement indispensable des festivals sportifs dans les écoles.
En Indonésie, le tir à la corde ("Tarik Tambang") est un sport populaire. Des matchs sont tenus dans de nombreuses occasions, tels que la fête d'indépendance indonésienne, ou les festivals scolaires.

## Version moderne du jeu

### Le tir à la corde aux Jeux olympiques
Le jeu est introduit dans sa version moderne aux jeux olympiques de 1900 à 1920.
La TWIF (Tug of War International Federation, en français Fédération internationale de tir à la corde) organise régulièrement des championnats internationaux sous deux modalités : en salle (sur tapis) et en plein air.
La France est représentée à la TWIF par la Fédération Nationale du Sport en Milieu Rural via sa commission Tir à la corde. Elle organise le championnat de France et sélectionne les équipes qui participent aux championnats du monde organisés par la TWIF. 

### Règles modernes officielles
Deux équipes s'alignent à chaque bout d'une corde. Deux lignes espacées de 4 ou 5 mètres sont tracées. Une fois le jeu commencé, chaque équipe essaye de faire dépasser à l'autre sa ligne ou de faire chuter l'adversaire. Dans un souci d'équité, il est interdit de tourner le dos à l'adversaire.

## Développements régionaux

### Au Pays basque: le sokatira
Le sokatira (ou soka-tira) est un jeu de force basque très populaire à travers le Pays basque. C'est un sport qui fait s'affronter deux équipes l'une contre l'autre dans une épreuve de force.
Deux équipes de huit, dont le total ne dépassent pas un poids maximal déterminé pour la catégorie, sont alignées le long d'une corde (approximativement de 10 centimètres de circonférence). La corde est marquée avec un repère central et de deux marques à quatre mètres de chaque côté du centre. L'équipement commence avec la ligne centrale directement sur une ligne marquée dans la terre, et une fois commencé le concours, essayent de porter l'autre équipe jusqu'à ce que la marque la plus proche à l'équipe opposée croise la ligne centrale, ou lorsqu'ils commettront une faute (un membre de l'équipe tombe au sol ou s'assoit). Il était traditionnellement pratiqué dans des places pavées et frontons, mais les compétitions entre les clubs se pratiquent actuellement sur l'herbe, par influence de la pratique dans d'autres pays. Il existe des équipes de sokatira dans de nombreux pays, et prennent part tant les hommes que les femmes.
La simplicité de ce sport fait qu'il est un des sports les plus anciens et diffusés à travers le monde. En Région cantabrique, Asturies, Écosse, c'est considéré comme un sport rural ou traditionnel avec de nombreux clubs et des compétitions fréquentes. Ces dernières connues comme sokatira (ou encore tir à la corde en français). Il était traditionnellement pratiqué dans des places pavées et frontons, mais les compétitions entre les clubs se pratiquent actuellement sur l'herbe, par influence de la pratique dans d'autres pays.
Le terme peut être utilisé comme une ressemblance qui décrit une démonstration de force brute par deux groupes adverses, par exemple, dans une guerre d'éditions. Bien que parfois, il existe une troisième partie qui est la corde du sokatira.

### Au Togo: le kadɔdɔ
Au Togo, des pratiques sociales de référence comme le tir d’outre ou de gourde d’eau du puits, le tir de filets de pêche de la mer, certains travaux champêtres et de construction des abris ont donné vie au kadɔdɔ qui se pratique par des adultes lors des fêtes surtout traditionnelles et par des enfants en guise de jeu. La pratique du kadɔdɔ au Togo remonte donc à l’époque où les hommes et les femmes décidèrent de se sédentariser (entre le IXe siècle et VIIIe siècle av. J.-C.)[réf. nécessaire].
Règles proposées :
En 2011, un enseignant en didactique à l'Institut National de la Jeunesse et des Sports (INJS) de Lomé, Attidokpo Koffi Mawoutor, propose les règles suivantes.
Deux équipes de six personnes, dont le poids total ne doit pas excéder un poids décidé suivant la catégorie, s’alignent à chaque bout d’une corde de 3 à 4 centimètres de diamètre et de 14,50 à 15 mètres de long. Deux lignes, espacées de deux mètres, sont tracées entre les deux équipes qui se font face. Une fois le signal donné par un arbitre qui est assisté d’un second arbitre, chaque équipe essaye de tirer (traquer) l’adversaire en vue de lui faire faire un déplacement d’au moins deux mètres.
Si, au bout de deux minutes, aucune équipe ne parvient à déplacer son adversaire d’au moins deux mètres, la partie sera reprise mais l’équipe qui aura l’avantage sur la distance à l’instant « t » égal à deux minutes gagne un point.
Si, après la deuxième reprise et au bout de deux minutes, aucune équipe ne parvient à déplacer son adversaire d’au moins deux mètres, la partie sera une fois de plus reprise mais l’équipe qui aura l’avantage sur la distance à l’instant « t » égal à deux minutes gagne un point.
Si, après la troisième reprise et au bout de deux minutes, aucune équipe ne parvient à déplacer son adversaire d’au moins deux mètres, l’arbitre siffle la fin de la partie tout en accordant un point à l’équipe qui aura l’avantage sur la distance à l’instant « t » égal à deux minutes.
Mais lorsqu’une équipe A parvient à tirer l’adversaire B d’au moins deux mètres, l’arbitre siffle la fin de la partie et accorde trois points à cette équipe A et l’équipe B n’a aucun point.

### Curiosités
- La corde utilisée dans une équipe de tir à la corde dans l'Uiryeong Keunjulttaenggigi (15 janvier dans le calendrier chinois) est de 251 mètres de longueur, de 4,5 centimètres de circonférence et un poids de 54,5 tonnes[5].
- La corde utilisée dans une équipe de tir à la corde à Naha Oōtsunahiki (10 septembre) est de 200 mètres de longueur et pèse plus de 40 tonnes.

### Sources et bibliographie
- Henning Eichberg, « Vers une philosophie des jeux populaires », dans Joël Guibert et Guy Jaouen, Jeux traditionnels. Quels loisirs sportifs pour la société de demain ?, Vannes, Institut culturel de Bretagne (Skol-Uhel ar Vro), juillet 2005 (ISBN 978-2-86822099-8)
- « Le tir à la corde », sur www.eke.eus, Institut culturel basque (consulté le 21 janvier 2016)
- (es) « Deporte Rural - Sokatira », sur www.kultura.ejgv.euskadi.eus, Département d'Éducation, Politique linguistique et Culture du Gouvernement basque (consulté le 21 janvier 2016)
- (es + eu) « Sokatira », sur www.euskonews.com, Euskonews (consulté le 21 janvier 2016)